# Terapia szokowa (album)
Terapia szokowa – debiutancki album rapowego zespołu Grupa Operacyjna, wydany 20 czerwca 2005 roku. Płytę promują single: „La Magra”, „Każdy na coś czeka”, „Weź, co się należy” i „III wojna światowa”.

## Lista utworów
1. „Intro”
  - Część 1 - Wyzwolenie
2. „Nikogo nie obchodzi”
3. „III wojna światowa”
4. „Outsider”
  - Część 2 - Jasna Strona Mocy
5. „Każdy na coś czeka”
6. „Weź, co się należy”
7. „Stanisław Wokulski”
8. „Patos”
9. „Piekielny dzień”
  - Część 3 - Mam tego dość
10. „La Magra”
11. „Calavera”
12. „Właśnie teraz”
  - Część 4 - Muzyka Buntu
13. „Tumor cerebri”
14. „Państwo”
15. „Wysokie loty”
16. „Z ostatniej chwili”